# Меркушев, Иван Иванович
Иван Иванович Меркушев (1923—1999) — полковник Советской Армии, участник Великой Отечественной войны, Герой Советского Союза (1945).

## Биография
Иван Меркушев родился 23 июля 1923 года в деревне Верхняя Сенда (ныне — Мари-Турекский район Марий Эл). После окончания средней школы учился в сельскохозяйственном техникуме. В феврале 1942 года Меркушев был призван на службу в Рабоче-крестьянскую Красную Армию. В 1943 году он окончил Краснодарское пулемётно-миномётное училище. С августа того же года — на фронтах Великой Отечественной войны.
К апрелю 1945 года старший лейтенант Иван Меркушев временно исполнял обязанности командира дивизиона 120-миллиметровых миномётов 106-го миномётного полка 1-й миномётной бригады 5-й артиллерийской дивизии прорыва 4-го артиллерийского корпуса прорыва 3-й ударной армии 1-го Белорусского фронта. Отличился во время штурма Берлина. В конце апреля 1945 года в районе станции метро «Шёнхаузен-Аллее», когда наблюдательный пункт Меркушева был окружён противником, он не покинул своего поста, продолжая руководить действиями дивизиона, вызывая огонь на себя.
Указом Президиума Верховного Совета СССР от 31 мая 1945 года за «образцовое выполнение боевых заданий командования на фронте борьбы с немецкими захватчиками и проявленные при этом мужество и героизм» старший лейтенант Иван Меркушев был удостоен высокого звания Героя Советского Союза с вручением ордена Ленина и медали «Золотая Звезда» за номером 6762.
После окончания войны Меркушев продолжил службу в Советской Армии. В 1956 году он окончил курсы усовершенствования офицерского состава. В 1977 году в звании полковника Меркушев был уволен в запас. Проживал и работал сначала в Донецке, затем в городе Алчевске Луганской области Украины. Умер 26 ноября 1999 года, похоронен в Алчевске.
Был также награждён орденами Отечественной войны 1-й и 2-й степеней, Красной Звезды, рядом медалей.

## Память
- Мемориальная доска в память о Меркушеве установлена Российским военно-историческим обществом на здании Мари-Биляморской средней школы Мари-Турекского района, где он учился.